# セツキシマブ
セツキシマブ (Cetuximab) は、上皮成長因子受容体 (EGFR) に結合して、EGFRの働きを阻害するモノクローナル抗体である。抗がん剤として使用され、癌の増殖などに関係する特定の分子を狙い撃ちする分子標的治療薬のひとつである。
セツキシマブはIgG1に属するヒト・マウスキメラ化モノクローナル抗体であり、点滴静注で使用される。商品名はアービタックス (Erbitux)。開発コード名IMC-C225で呼ばれることもある。米国イムクローン・システムズ社によって開発・製造され、メルクバイオファーマ株式会社により販売される。RAS遺伝子転移性大腸癌に対する治療薬、および頭頸部癌の治療薬として日本、米国食品医薬品局 (FDA)、欧州医薬品庁（EMA）などで承認を受けている。
副作用として現れる皮疹のグレードと生存期間との間に相関関係が知られており、患者（大腸がん）の全生存率が20パーセント以下になるのは、皮疹がない場合で6ヵ月以上に対して、グレード1の患者は13ヵ月以上、グレード2以上の患者17ヵ月以上であった。なお、皮疹グレード2以上と皮疹なしの患者の死亡のハザード比（HR：Hazard Ratio、危険率）は 0.33（p<0.001）。

## 歴史
1980年代初頭にEGFRを癌治療の標的にすることが提唱され、EGFRに対するモノクローナル抗体の研究が始まった。1983年セツキシマブは培養癌細胞やマウスモデルに対し抗腫瘍効果を示すことが確認され、さらに1990年には臨床試験が開始された。2001年～2002年に行われた無作為化比較臨床試験において大腸癌に対する効果が証明され、2003年12月に、転移性大腸癌に対する治療薬としてスイスで初めて認可を受けた。2004年2月12日米国食品医薬品局 (FDA) は、EGFRを発現する転移性大腸癌に対する治療薬として承認し、さらに2006年3月1日頭頸部癌の治療薬として追加承認を行った。また、2004年6月には欧州医薬品局 (EMEA) の認可を受けた。
日本では2008年7月18日に、「EGFR陽性の治癒切除不能な進行・再発の結腸・直腸癌の治療薬」として厚生労働省の製造販売承認を受けた。その後、FOLFIRIとの併用試験におけるRAS遺伝子変異の有無による層別解析の結果から、2015 年4月、添付文書の＜効能・効果に関連する使用上の注意＞に「本剤の使用に際してはRAS（KRAS及びNRAS）遺伝子変異の有無を考慮した上で、適応患者の選択を行うこと」と追記されたが、効能又は効果での「EGFR陽性」の文言については承認時より改訂を行っていなかった。しかしながら、本剤の効果予測因子はEGFR陽性の有無によらないことは、これまでに実施した海外臨床試験と報告された公表文献から公知であると考えられ、当局との相談の結果、公知申請による承認事項一部変更承認申請を行った。審査の結果、2019年9月に効能又は効果から「EGFR陽性」の文言を削除し、「RAS遺伝子野生型の治癒切除不能な進行・再発の結腸・直腸癌」への変更が承認された。同時に、＜効能・効果に関連する使用上の注意＞及び＜用法・用量に関連する使用上の注意＞の改訂を行った。
一方、頭頸部癌に関しては局所進行頭頸部扁平上皮癌患者に対する海外第Ⅲ相試験において、放射線療法にセツキシマブを併用することで、全生存期間や局所病勢コントロール期間等の有意な延長が確認された。さらに、再発・転移頭頸部扁平上皮癌患者に対する海外第Ⅲ相試験において、シスプラチンを含む化学療法にセツキシマブを併用することで、全生存期間、無増悪生存期間の有意な延長が認められた。これらの臨床試験の結果から、局所進行頭頸部扁平上皮癌患者に対して、2006年2月に米国、同年3月に欧州で放射線療法との併用療法で承認された。再発・転移頭頸部扁平上皮癌の適応に関しては、2008 年11月に欧州、2011年11月に米国で、白金製剤を含む化学療法との併用療法で承認された。2012 年9月時点で、頭頸部癌に対し89ヵ国で承認を取得している。本邦においては、2012 年12月に「頭頸部癌」に対する治療薬として承認された。
なお、効能又は効果「EGFR陽性の治癒切除不能な進行・再発の結腸・直腸癌頭頸部癌」の承認後、承認条件に基づき、製造販売後調査（全例調査）を実施し、再審査期間終了後、再審査申請を行った。その結果、2018年3月29日に医薬品、医療機器等の品質、有効性及び安全性の確保等に関する法律第14条第2項第3号イからハのいずれにも該当しないとの再審査結果が通知された。
一方、頭頸部癌に関しては局所進行頭頸部扁平上皮癌患者に対する海外第Ⅲ相試験において、放射線療法にアービタックスを併用することで、全生存期間や局所病勢コントロール期間等の有意な延長が確認された。さらに、再発・転移頭頸部扁平上皮癌患者に対する海外第Ⅲ相試験において、白金製剤を含む

## 使用方法
日本で承認された用法・用量は、初回体表面積あたり400ミリグラム、その後1週間ごとに体表面積あたり250ミリグラムの点滴静注での投与である。2019年9月30日、社会保険診療報酬支払基金は、セツキシマブの適応外使用について、EGFR陽性の治癒切除不能な進行・再発の結腸・直腸癌と頭頸部癌に「隔週」で投与した場合、当該使用事例を審査上認めるとする審査情報提供検討委員会の第21次審査情報提供事例（医科）を公表した。

## 作用機序
セツキシマブは、細胞表面に存在するEGFRのリガンド結合部位に、EGFの5倍の親和性を持ってEGFと競合的に結合し、EGFRの活性化、二量体化を阻害する。また、細胞表面にあるEGFRを細胞内へ内在化 (internalization) させる。これらの結果、EGFRからのシグナル伝達が遮断され、腫瘍増殖・転移に関与する多くの細胞機能（細胞増殖、細胞生存、細胞運動、腫瘍内血管新生および細胞浸潤など）を抑制するとされる。
非臨床試験（インヴィトロ・in vitro）での研究であるが、セツキシマブはIgG1に属する抗体であるため、抗体依存性細胞障害 (ADCC/antibody-dependent cell-mediated cytotoxicity)活性による抗腫瘍効果も期待されている。このADCC(抗体依存性細胞障害)活性とは、細胞膜上FcγRの結合によって起こる抗腫瘍効果のひとつで、抗体ががん細胞表面に結合することで、Fc受容体を介してNK細胞に対してがん細胞を標的とさせ、NK細胞よりのパーフォリン（perforin）とグランザイム（granzyme）を分泌させることでがん細胞にアポトーシスを惹起させ、それによりがん細胞が溶けていくというものである。なお、大腸癌細胞株に対する4 時間51Cr遊離法（NK細胞活性の測定方法の一つでクロムの放射性同位体51Crで標識（ラベル）して、リンパ球と4時間の混合培養後に上清中に検出される51Crの放射能活性を測定する）で測定した時、0.000025µg/mL以上から活性を示し0.025µg/mL （それ以上の濃度ではほぼ横ばい）で最大のADCC 活性を示した。また、セツキシマブによる抗体依存性細胞傷害（ADCC）活性はEGFシグナル伝達系遺伝子(K-ras)異常に関係なく、細胞表面のEGF-Rの発現と相関するとの研究がある。なお、ADCC活性がもたらす抗腫瘍効果はリツキサン（Rituxan）やハーセプチン（Herceptin）では、Fcレセプターを介するADCC活性が重要な抗腫瘍効果（ただしマウスでの評価）とされており、抗腫瘍メカニズムの一つとして近時注目されている。

## 臨床効果
理由は不明だがセツキシマブとベバシズマブ（アバスチン）の併用治療は、無再発生存期間と全生存期間中央値を有意に短縮するとされる。

### 大腸癌
フルオロウラシルおよびイリノテカン抵抗性で、EGFR陽性の大腸癌患者57例を対象にした第II相臨床試験では、セツキシマブ単剤で8.8%の奏効率が得られ、36.8%で病変の進行を食い止めた。同様にイリノテカン抵抗性でEGFR陽性の転移性大腸癌患者329例を対象にした無作為化比較第II相臨床試験では、セツキシマブとイリノテカンの併用療法（218例）では奏効率22.9%、病変進行までの期間は4.1ヵ月、生存期間中央値は8.6ヵ月であり、セツキシマブ単剤治療（111例）での奏効率10.8%、病変進行までの期間1.5ヵ月、生存期間中央値6.9ヵ月を上回った。2013年5月時点ではKRAS (コドン12, 13) 変異に対し後ろ向きの研究からは効果がない可能性が高いとされているが、KRAS変異のうちコドン13のみの変異については、良好な治療効果が得られるのではないかとの異論があった。一方で、2014年にASCOで発表された結果からKRAS（コドン12, 13）以外のRAS変異（All RAS）を持つ場合も効果が乏しいとの報告が出された。

### 頭頸部癌
424例の未治療頭頸部扁平上皮癌患者を対象にした第III相臨床試験において、セツキシマブと放射線併用療法群（211例）は生存期間中央値49ヵ月、局所制御期間24.4ヵ月であり、放射線治療単独群（213例）の生存期間中央値29.3ヵ月、局所制御期間14.9ヵ月を上回った。さらに、442例の未治療頭頸部扁平上皮癌（再発あるいは転移症例）を対象とした第III相臨床試験において、セツキシマブと化学療法（プラチナとFU）併用療法群（222例）は生存期間中央値10.1ヵ月、無増悪生存期間5.6ヵ月、奏功率36%であり、化学療法単独群（220例）の生存期間7.4ヵ月、無増悪生存期間3.3ヵ月、奏功率20%を有意に上回った。

### 非小細胞肺癌
66例の既治療進行非小細胞肺癌を対象にした第II相臨床試験において、セツキシマブ単剤治療は4.5%の奏功率、30.3%の病勢制御率であり、EGFR陽性例（60例）に限っても5.0%の奏功率、30.0%の病勢制御率であった。

## アレルギー
牛肉アレルギーと共通抗原性を持つ。セツキシマブの可変部(Fab部分)には、galactose-α-1, 3-galactose（以下α-gal）という糖鎖があるが、この糖鎖は牛や羊、豚などにも豊富に存在するために牛肉アレルギー患者にセツキシマブを投与すると、重篤なアレルギー反応が起こる。国内でも死亡例が報告されている。またマダニの唾液腺にもα-galが存在し、マダニ咬傷によってα-galに対する感作が起こり、結果としてセツキシマブに対するアレルギー体質を獲得してしまうことが示唆されている。マダニ咬傷の受傷機会としては犬の飼育が考えれ、セツキシマブアレルギーの多くが犬を飼育している。また居住地もマダニ生息地との一致が見られる。Alpha-gal アレルギーも参照。

### セツキシマブアレルギーの事前診断
投与前の採血(RAST)や牛肉アレルギーの問診だけでは、セツキシマブアレルギーの事前診断は完全には出来ないが、α-gal特異的IgE検査(CAP-FEIA法）では高い感度でセツキシマブアレルギーの事前診断が可能である。またこのセツキシマブアレルギーの患者の多くは、子持ちカレイにもアレルギーを持つことも指摘されている。セツキシマブアレルギーには血液型にも関係がみられ、B型やAB型の方での発症は非常に稀とされる。